# PlayStation Music
PlayStation Music ist ein Musik-Streaming-Dienst, welcher auf den über 30 Millionen Songs fassenden Katalog von Spotify zugreift.
Es werden kostenlose als auch kostenpflichtige Premiumzugänge angeboten. Der Dienst ist in 41 Ländern über PlayStation Network auf der PlayStation 3, PlayStation 4, Xperia Tablets und Mobiltelefonen erreichbar. Der Dienst ersetzt den ehemaligen Musik-Streaming-Dienst Music Unlimited, welcher ursprünglich auf den Geräten fungierte.